# Ängsro
Ängsro är en bebyggelse i Skurups socken i Skurups kommun belägen strax sydost om Skurup. Orten var fram till och med år 2000 klassad som en småort. Från 2015 avgränsas här åter en småort som 2023 avregistrerades.
Huvuddelen av bebyggelsen är i orten Dalaled medan Ängsro är en gård i utkanten av orten.